# Neu Kaliß
Neu Kaliß ist eine Gemeinde im Landkreis Ludwigslust-Parchim in Mecklenburg-Vorpommern. Sie wird vom Amt Dömitz-Malliß mit Sitz in der Stadt Dömitz verwaltet.

## Geographie

### Geographische Lage
Neu Kaliß liegt im Südwesten Mecklenburg-Vorpommerns am Rande des Biosphärenreservats Flusslandschaft Elbe-Mecklenburg-Vorpommern in direkter Nachbarschaft zur Stadt Dömitz. Im Südosten grenzt Neu Kaliß mit einer kurzen Strecke an das Bundesland Brandenburg. Durch die Gemeinde verläuft der Eldekanal, der Bestandteil der Müritz-Elde-Wasserstraße ist. Obwohl die Alte Elde weiter südöstlich in Richtung Löcknitz fließt, wird ein Seitenarm des Eldekanals im Ort ebenso bezeichnet. Ein wesentlicher Teil der Gemeinde wird von ausgedehnten Kiefernwäldern bedeckt. Neu Kaliß liegt auf einer Höhe von 18 m ü. NHN. Die höchste Erhebung befindet sich mit dem Karrenberg (rund 33 m ü. NHN) im südöstlichen Gemeindegebiet an der Grenze zu Brandenburg.
Umgeben wird Neu Kaliß von den Nachbargemeinden Malliß im Norden, Malk Göhren im Nordosten, Gorlosen im Osten, Lenzen (Elbe) im Südosten, Dömitz im Süden und Westen sowie Grebs-Niendorf im Nordwesten.

### Gemeindegliederung
Zur Gemeinde gehören die Ortsteile Neu Kaliß, Heiddorf, Kaliß und Raddenfort. Der Ortsteil Kaliß wird in der Bevölkerung und Straßenkarten noch heute häufig als Alt Kaliß bezeichnet.

## Geschichte

### Vom 15. Jahrhundert bis zur Gegenwart
Der Ort Kaliß wird 1431 erstmals urkundlich genannt. Lokale Bekanntheit erlangte er als Poststation auf der Strecke Hamburg-Berlin. Das Gebäude einer Postschmiede existierte bis in die 1940er Jahre. Der Bau des Eldekanals ab 1568, der die Elde mit Dömitz verband und somit eine schiffbare Verbindung zur Elbe herstellte, war wichtige Voraussetzung für die Industrie- und Gewerbeansiedlung im Gebiet. 1755 wurde zwei Kilometer westlich des Ortes eine Eisengießerei errichtet, die das in dieser Gegend vorkommende Raseneisenerz zu Schmiedeeisen verarbeitete. Die Qualität des Eisens war allerdings so schlecht, dass die Produktion 1770 wieder eingestellt wurde. In den Gebäuden der Eisengießerei eröffnete 1771 eine Lederfabrik die Produktion. Um 1800 zog eine Lohgerberei, Walk-, Öl- und Getreidemühle ein.
Die Umbenennung des Ortes in Neu Kaliß erfolgte 1843 mit der Zusammenlegung von Teilen des Ortes Kaliß, Findenwirunshier und der Papierfabrik. Bis 1934 war Neu Kaliß Teil des Landkreises Ludwigslust in Mecklenburg-Schwerin, von 1934 bis 1952 im Land Mecklenburg. Von 1952 bis 2011 gehörte die Gemeinde zum Kreis Ludwigslust (bis 1990 im DDR-Bezirk Schwerin, dann im Land Mecklenburg-Vorpommern). Seit der Kreisgebietsreform 2011 liegt die Gemeinde im Landkreis Ludwigslust-Parchim. Ab 1992 entstanden zahlreiche größere Wohnhäuser und ein Platz entlang bzw. parallel des ehemaligen historischen Postweges, der dafür etwas verlegt wurde.
Der Ort wurde 2007 zum schönsten Dorf des ehemaligen Landkreises Ludwigslust gewählt.

### Papierherstellung

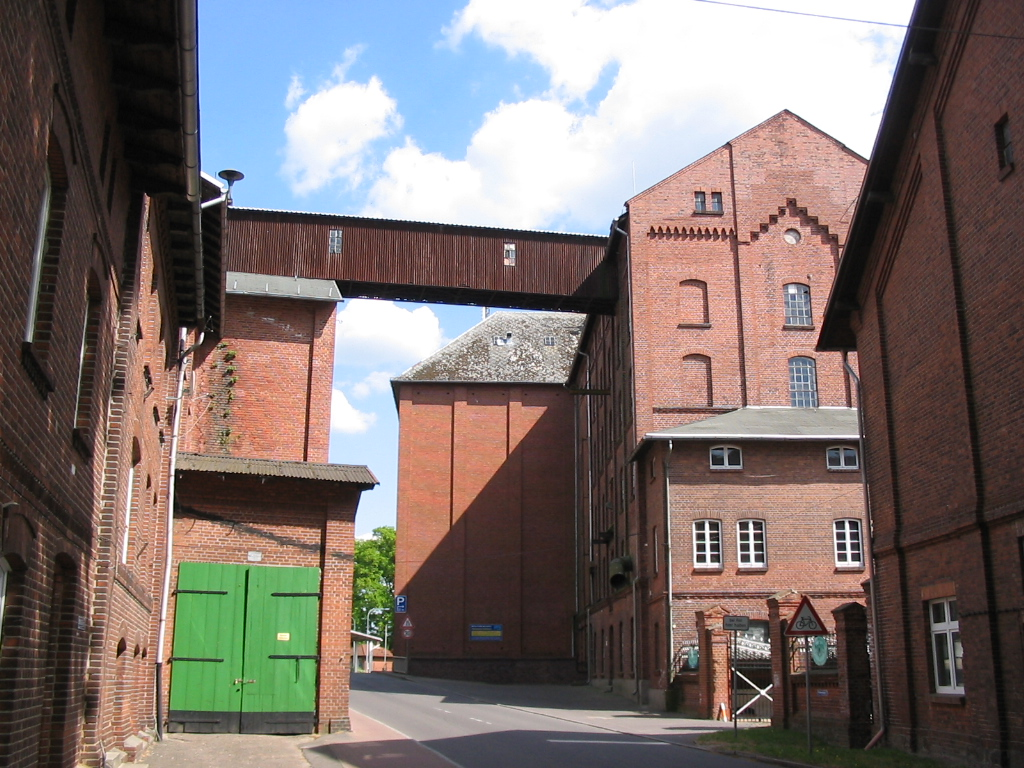
Ehemalige Wassermühle und heutiges Wasserkraftwerk

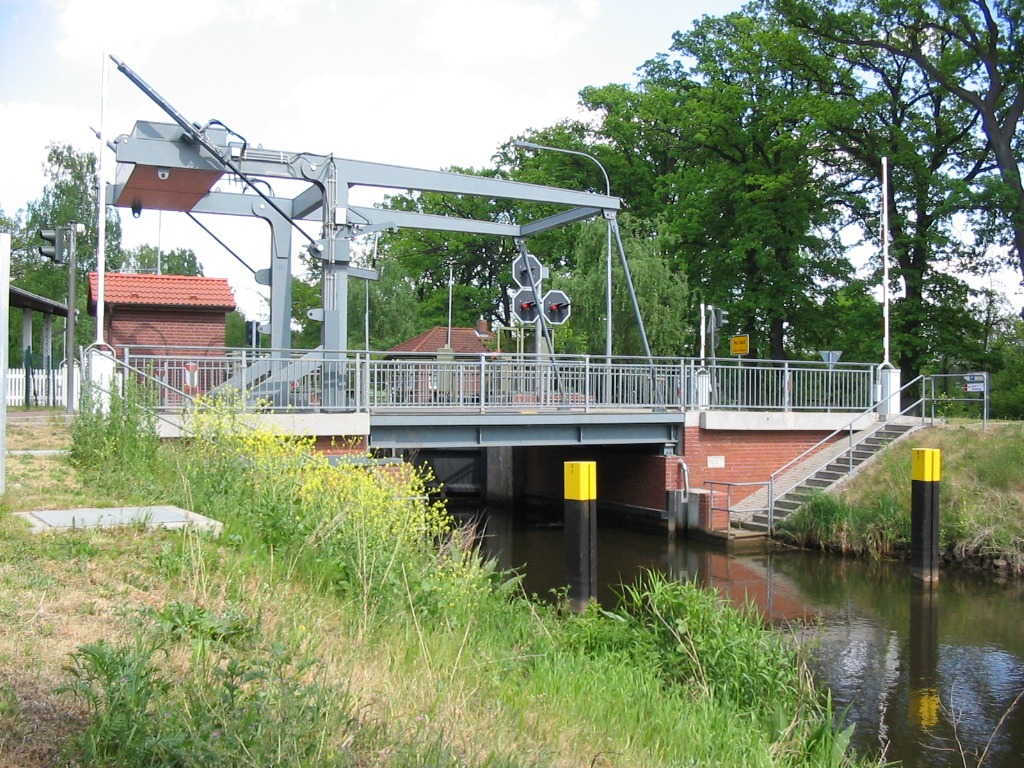
Klappbrücke und Schleuse Findenwirunshier

1799 entstand die erste Papiermühle im Ort, die ebenfalls die Wasserkraft des Kanals ausnutzte. 1871 wurde durch die Dürener Unternehmer Felix Heinrich Schoeller und Theodor Bausch die Feinpapierfabrik Felix Schoeller & Bausch gegründet. Hier wurde erstmals in Mecklenburg maschinell Papier erzeugt. Die hervorragende Qualität des Papiers mit dem Mecklenburger Stierkopf als Wasserzeichen erlangte großes Ansehen auf dem deutschen Markt. Das Unternehmen gehörte schon früh zu den führenden Papierherstellern in Deutschland, das seine Fein- und Spezialpapiere bald selbst ins ferne Ausland exportierte. Nach dem Ersten Weltkrieg wurden statt Hadern nun auch Holz- und Strohzellstoffe zur Papierherstellung verwendet. Nach dem Zweiten Weltkrieg, den die Fabrik unbeschadet überstand, wurden die Maschinen 1946 demontiert und als Reparationsleistung mit 650 Güterwaggons in die Sowjetunion verbracht. Erst 1951, nach dem trotz Materialknappheit erfolgten Wiederaufbau der Fabrik durch Viktor Bausch und seine Belegschaft, konnte die Papierproduktion mit einer Papiermaschine erneut aufgenommen werden. Kurz darauf wurde die Fabrik enteignet und in Volkseigentum überführt. Nachdem Rudolf Bausch, Viktor Bauschs Bruder und Geschäftsführer des Unternehmens, bereits 1945 nach einer Denunziation von der NKWD in das Speziallager Nr. 9 Fünfeichen verschleppt worden war (wo er 1946 starb), verließen nun auch Viktor und die verbliebenen Mitglieder der Familie Bausch Neu Kaliß. Die Produktion wurde in den folgenden Jahrzehnten bis 1990 im VEB Feinpapierfabriken Neu Kaliß fortgesetzt. Es wurden u. a. Zeichenkarton, Schreibmaschinenpapier, Becherkarton, Glasfaserfilter, Kaffeefilterpapier, Kaffeefiltertüten und Pikiertöpfe hergestellt. 1990 wurde der Betrieb privatisiert und 1992 durch die Melitta-Unternehmensgruppe teilweise erworben. Die alten Anlagen wurden überwiegend stillgelegt und die Firma Melitta errichtete bis 1995 ein völlig neues Werk im Ortsteil Heiddorf.

### Findenwirunshier
Die ehemalige Wassermühle wurde 1851 auf der sich durch Müritz-Elde-Wasserstraße und Alte Elde ergebenden Insel erbaut. Der slawische Name des 1496 erstmals urkundlich genannten Ortes war Vinzire. Bereits 1815 wurden auf Weisung des Großherzogs zehn Kolonisten hier angesiedelt. Der Name wurde volkstümlich umgedeutet in Findenwirunshier. Er entstand einer Sage nach durch den Ausspruch „Oh, finden wir uns hier“ zweier Brüder, die beide gelernte Müller waren und sich hier nach Jahren zufällig wiedersahen. Auch die Mühle, die naheliegende Klappbrücke und die Schleuse bekamen den Namen „Findenwirunshier“. 1901 beauftragte der Müller G. Markurth die Mühlenbauanstalt und Maschinenfabrik vorm. Gebr. Seck Dresden mit dem Neubau einer automatischen Weizenmühle, der 1902 ausgeführt wurde. Im Winter 1904 wurde eine abgebrannte Roggenmühle neu errichtet, 1906 wurden Silos neu eingerichtet. 1919 lieferte die Mühlenbauanstalt Amme, Giesecke & Konegen eine Keimsortierungs- und eine Riffelmaschine. Die Mühle überstand den Zweiten Weltkrieg ohne weitere Beschädigungen. Das Eigentümerehepaar Markurth wurde Anfang der 1950er Jahre enteignet, verhaftet und im Stasi-Gefängnis Bautzen inhaftiert. Die 1992 stillgelegte Mühle ist heute ein Wasserkraftwerk und erzeugt nach eigenen Angaben eine Gigawattstunde elektrischen Strom im Jahr, was für die Deckung des Strombedarfs der gesamten Gemeinde ausreicht.

### Eingemeindungen
Am 1. Juli 1950 wurden die bis dahin eigenständigen Gemeinden Heiddorf, Kaliß und Raddenfort eingegliedert.

## Bevölkerung
| Jahr | Einwohner |
| ---- | --------- |
| 1990 | 2090      |
| 1995 | 2153      |
| 2000 | 2222      |
| 2005 | 2081      |
| 2010 | 1965      |
| 2015 | 1974      |

| Jahr | Einwohner |
| ---- | --------- |
| 2020 | 1955      |
| 2021 | 1930      |
| 2022 | 1912      |
| 2023 | 1879      |

 Stand: 31. Dezember des jeweiligen Jahres

## Politik

### Gemeindevertretung
Die Gemeindevertretung von Neu Kaliß besteht aus 12 Mitgliedern. Die Kommunalwahl am 9. Juni 2024 führte bei einer Wahlbeteiligung von 70,5 % zu folgendem Ergebnis:
| Partei / Wählergruppe          | Stimmenanteil 2019 | Sitze 2019 |  | Stimmenanteil 2024 | Sitze 2024 |
| ------------------------------ | ------------------ | ---------- |  | ------------------ | ---------- |
| FDP                            | 49,2 %             | 6          |  | 38,7 %             | 4          |
| CDU                            | 27,6 %             | 3          |  | 22,6 %             | 3          |
| Wählergemeinschaft Kaliß (WGK) | 13,3 %             | 2          |  | 15,8 %             | 2          |
| AfD                            | –                  | –          |  | 11,4 %             | 1          |
| Einzelbewerber Rolf Ritter     | –                  | –          |  | 05,9 %             | 1          |
| Die Linke                      | 09,9 %             | 1          |  | 05,6 %             | 1          |
| Insgesamt                      | 100 %              | 12         |  | 100 %              | 12         |

### Bürgermeister
- seit 1999: Burkhard Thees (FDP)[17]

Thees wurde in der Bürgermeisterwahl am 26. Mai 2019 ohne Gegenkandidat mit 93,3 % der gültigen Stimmen wiedergewählt. Am 9. Juni 2024 wurde er mit 85,2 % der gültigen Stimmen in seinem Amt bestätigt. Seine Amtsdauer beträgt fünf Jahre.

### Dienstsiegel
Die Gemeinde verfügt über kein amtlich genehmigtes Hoheitszeichen, weder Wappen noch Flagge. Als Dienstsiegel wird das kleine Landessiegel mit dem Wappenbild des Landesteils Mecklenburg geführt. Es zeigt einen hersehenden Stierkopf mit abgerissenem Halsfell und Krone und der Umschrift „GEMEINDE NEU KALIß“.

## Sehenswürdigkeiten
- Johanneskirche, 1928 im Art-déco-Stil errichtete Backsteinkirche, gilt damit für Mecklenburg als einmalig. Der Altarraum ist in der originalen Farbe Englischrot erhalten.[22]

- Regionalmuseum Hans Joachim Bötefür, Ausstellung zur Geologie des Wanzebergs, des Braunkohlenbergbaus in Malliß (von 1817 bis 1960 betrieben) sowie zur Papierfabrik Neu Kaliß (1871–1990)[23]

- Bausch-Park, Parkanlage an der ehemaligen Papierfabrik. Die Grundstrukturen des Parks um die ehemaligen Villen der Besitzerfamilie Bausch mit ihrem alten Baumbestand sind erhalten. Sämtliche Gebäude sowie der Park stehen unter Denkmalschutz. Das Ensemble ist in seiner Art einzigartig in Mecklenburg-Vorpommern.[5]
- Reuterstein zwischen Kaliß und Neu Göhren, 1885 zum Gedenken an den niederdeutschen Dichter Fritz Reuter errichtet, der hier an einer Wegkreuzung nach der Freilassung aus der Festungshaft in Dömitz über den Sinn und die weitere Richtung seines Lebens sinniert haben soll[24]
- Findenwirunshier, Naturlehrpfad mit alten landwirtschaftlichen Geräten

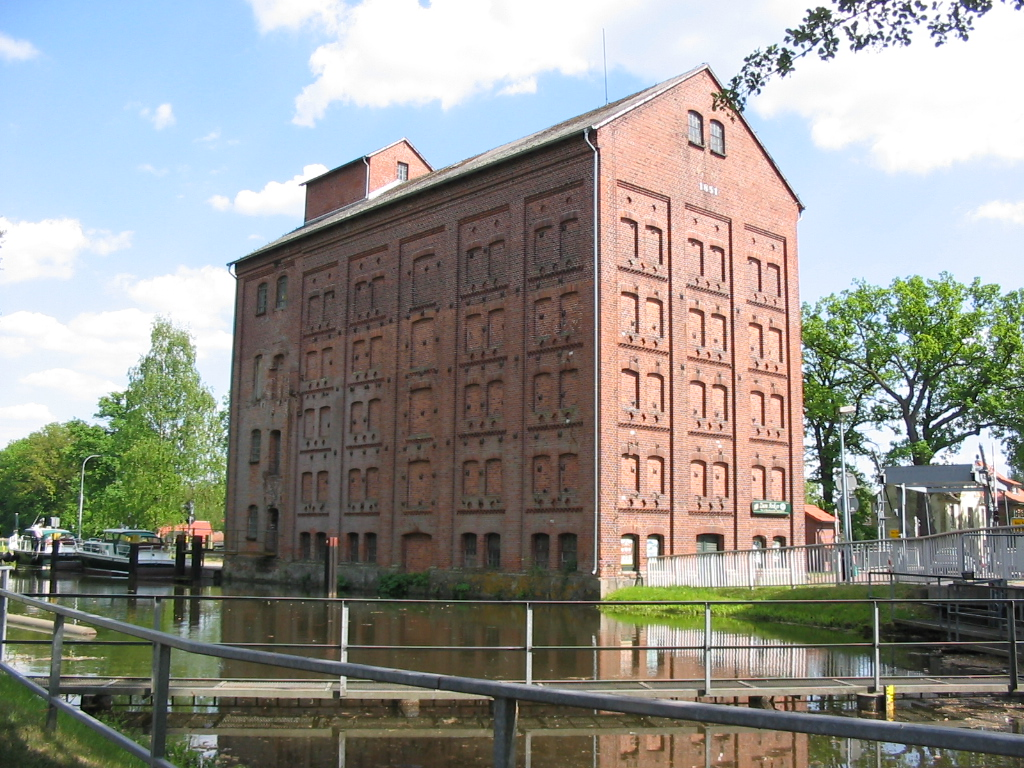
Altes Speichergebäude nahe der Wassermühle
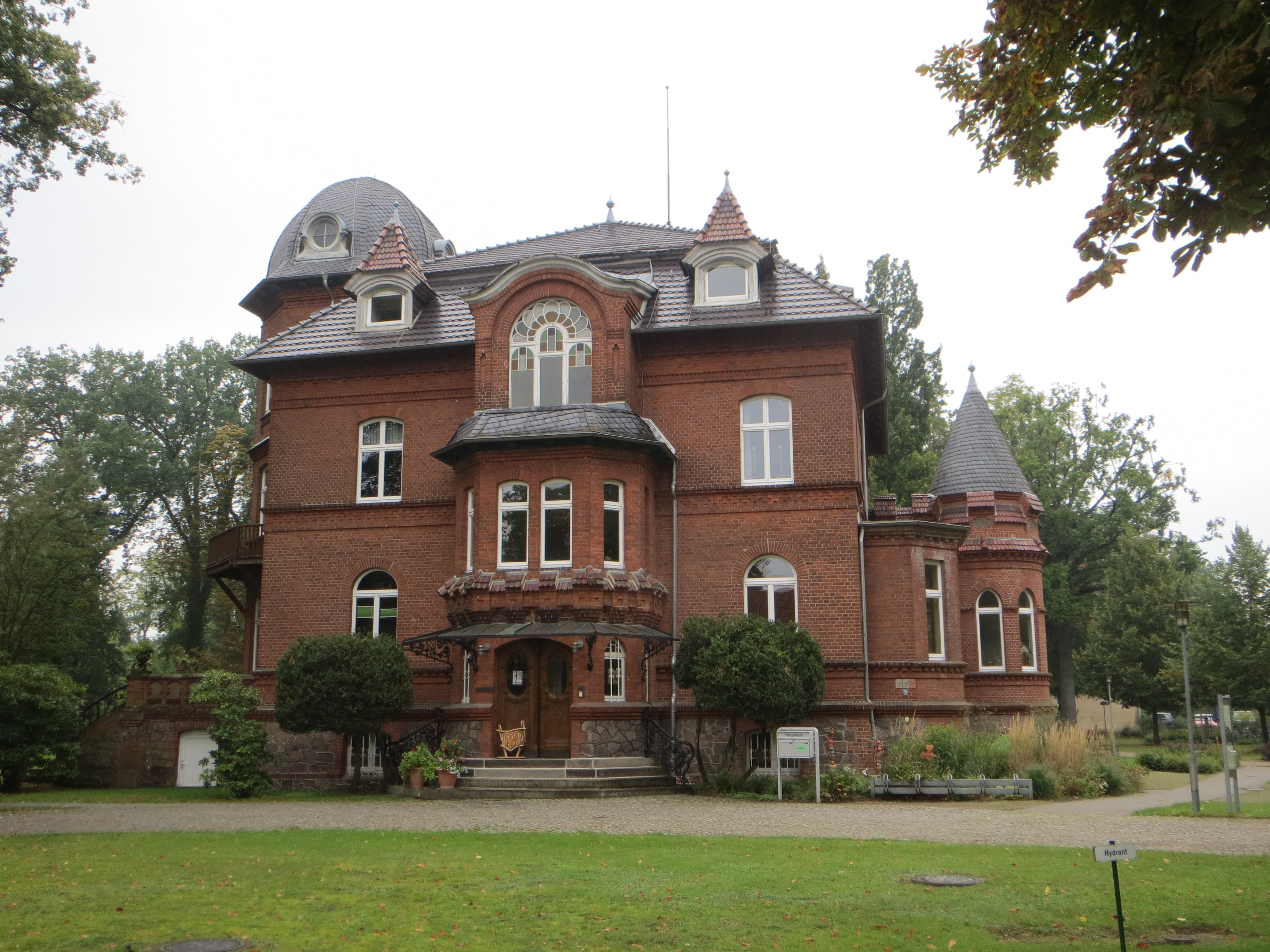
Villa Viktor im Bausch-Park
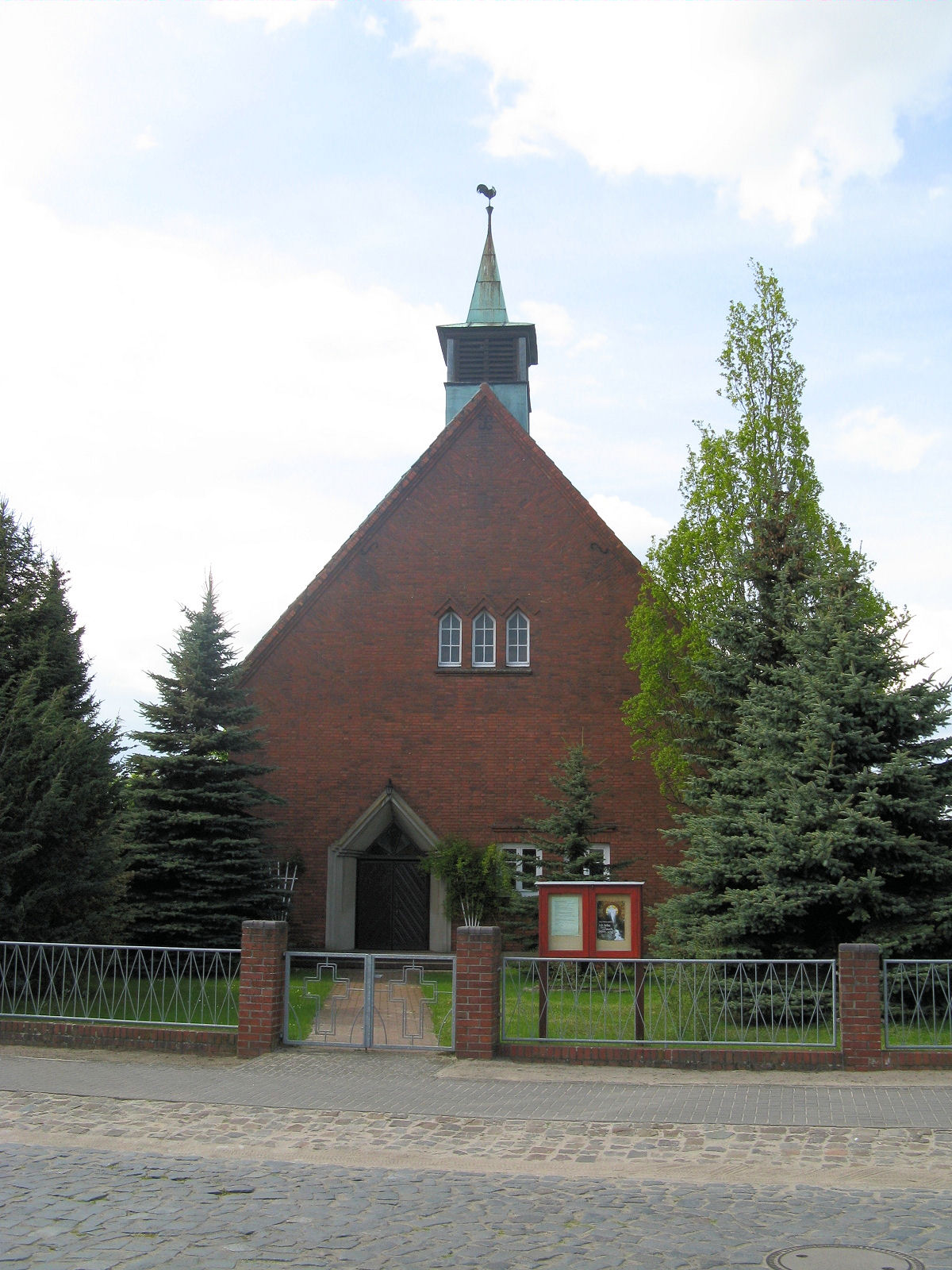
Johanneskirche
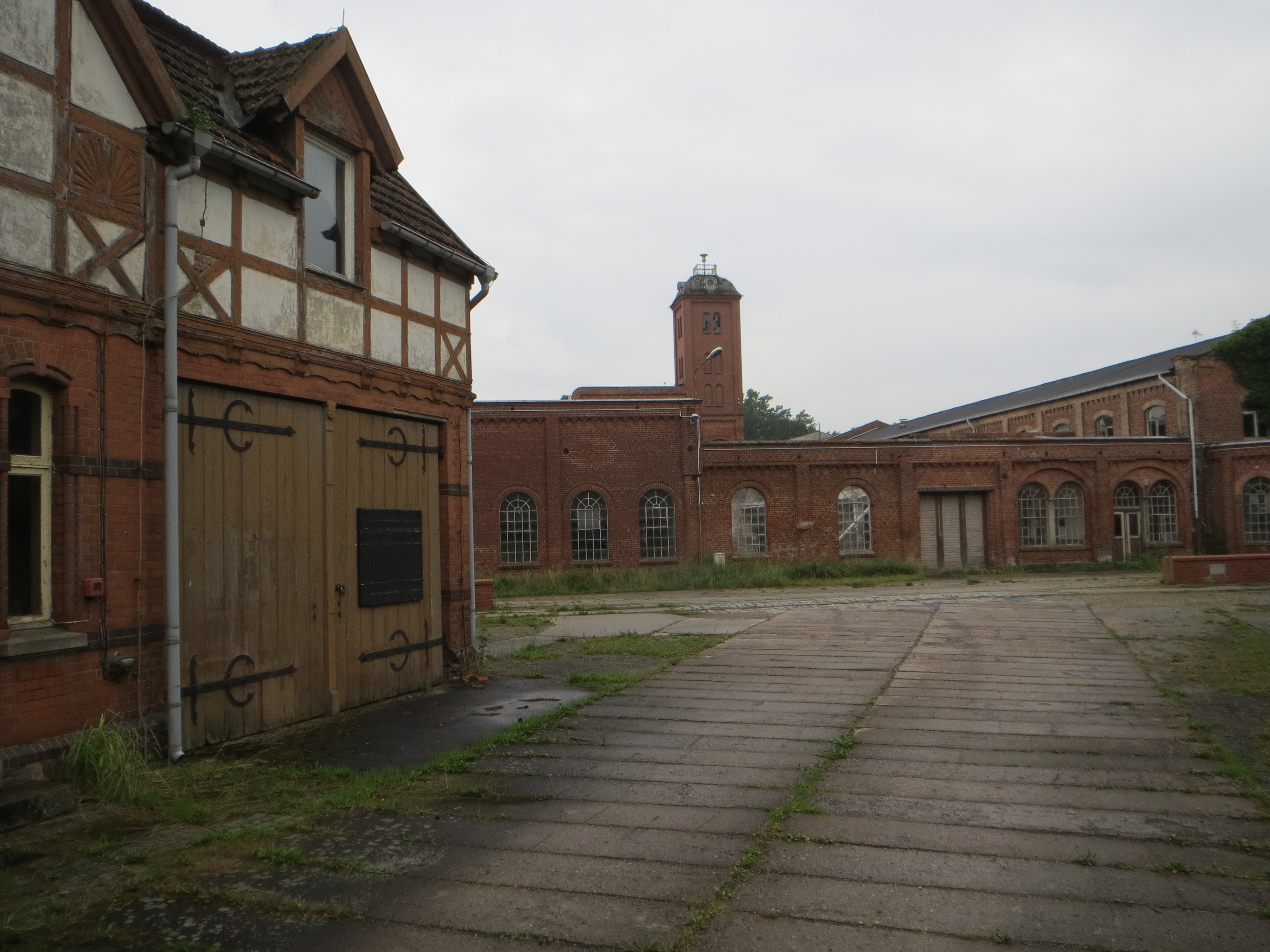
Ehemalige Papierfabrik Felix Schoeller & Bausch
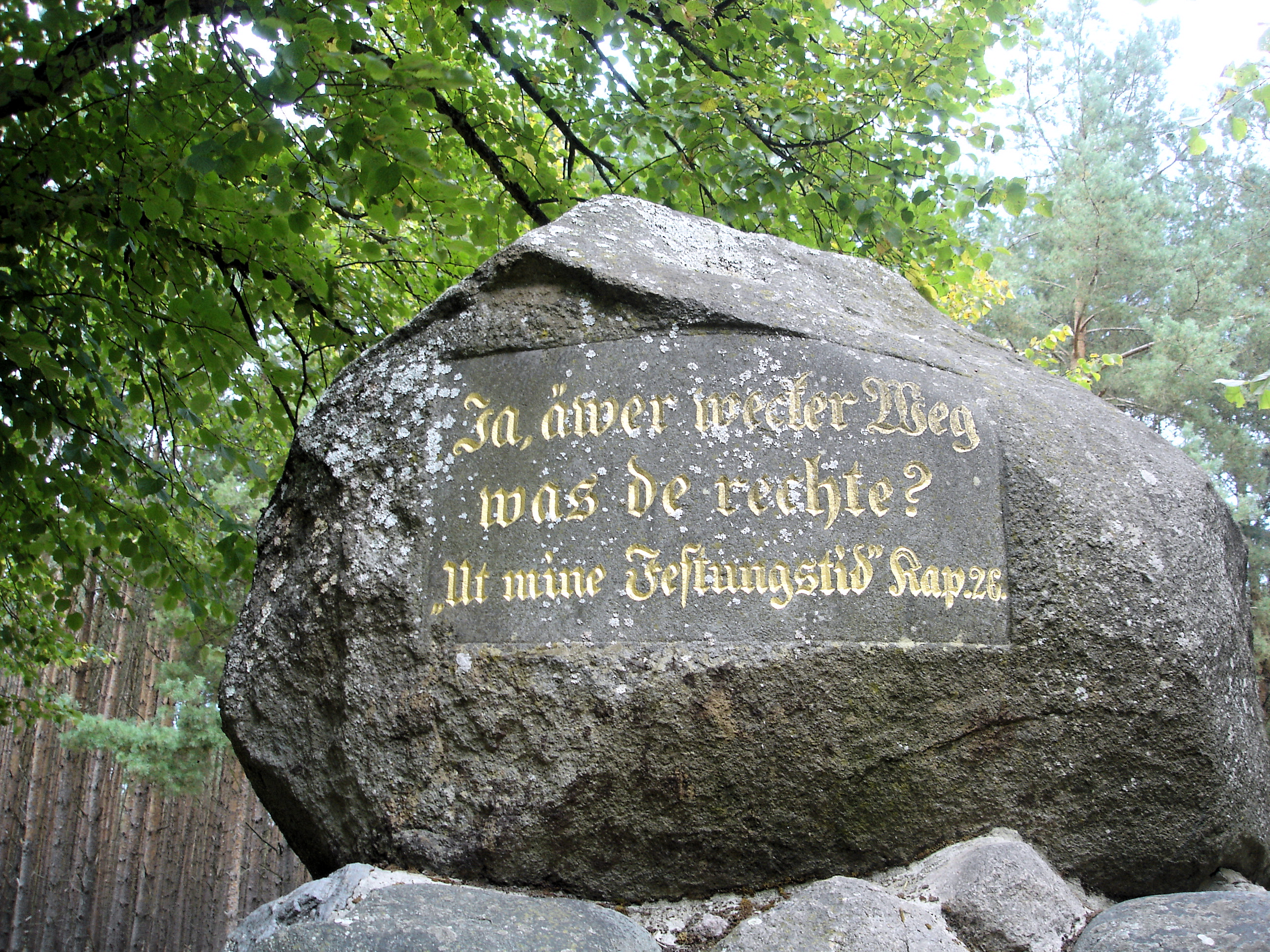
Reuterstein
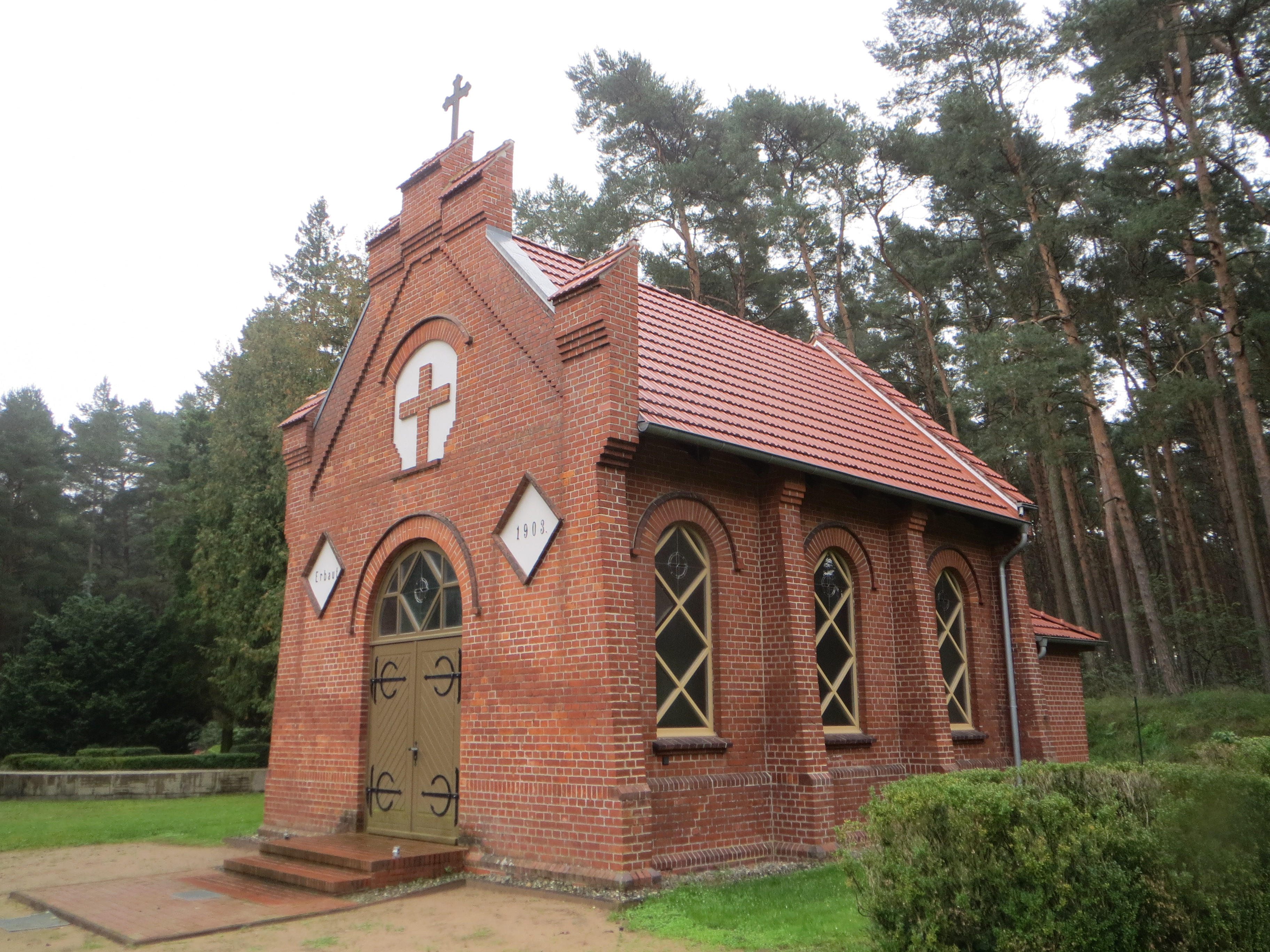
Friedhof Neu Kaliß

## Wirtschaft und Infrastruktur

### Wirtschaft
Die Neu Kaliß Spezialpapier GmbH der Melitta Unternehmensgruppe stellt Spezialpapiere und Vliese für den industriellen Bedarf her und ist Verarbeiter und Vermarkter von Papierprodukten.

### Verkehr

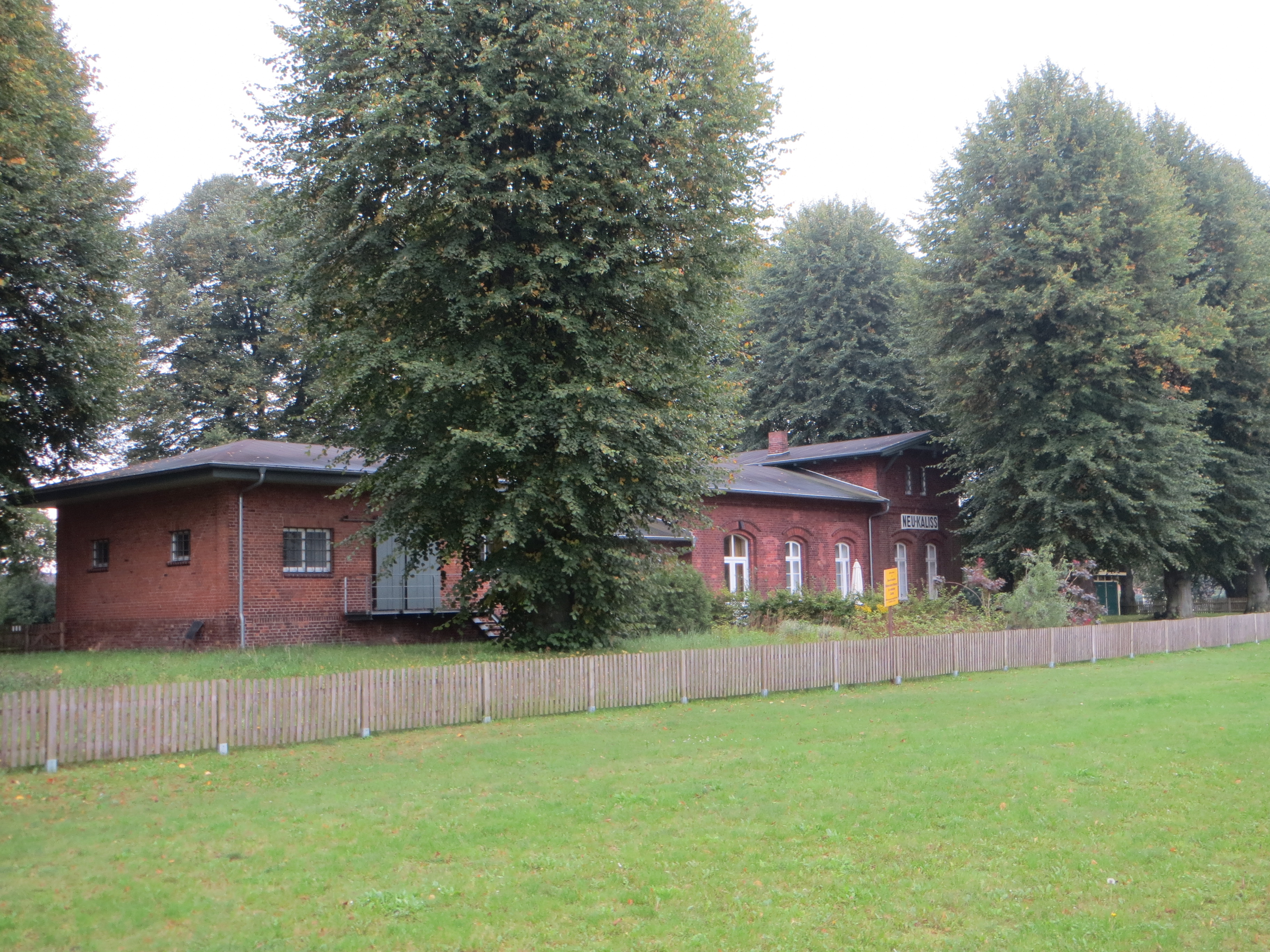
Bahnhofsgebäude an der ehemaligen Bahnstrecke

Neu Kaliß liegt an der Bundesstraße B 191 zwischen Dömitz und Ludwigslust. Die nächstgelegene Autobahnanschlussstelle ist Grabow an der A 14 (Wismar–Magdeburg).
Der Bahnhof Neu Kaliß lag an der Bahnstrecke Ludwigslust–Dömitz, die 2001 eingestellt und durch Busverbindungen ersetzt wurde. Die mitten durch den Ort führenden Bahngleise sind in den folgenden Jahren demontiert worden. Die Ortsteile Heiddorf und Raddenfort waren bis 1945 an die Bahnstrecke Malliß–Lübtheen angeschlossen, die bei Malliß aus der Hauptbahn ausfädelte.
Die Schifffahrt auf dem Eldekanal an der als Bundeswasserstraße ausgewiesenen Müritz-Elde-Wasserstraße wird durch zwei Schleusen auf dem Gemeindegebiet ermöglicht.
Erst 1991 bekam die Gemeinde eine zentrale Wasserversorgung.

### Bildung
In Neu Kaliß befindet sich die Viktor-Bausch-Grundschule.

### Sport
Der SV Rotation Neu Kaliß spielt in der Saison 2024/25 in der Fußball-Kreisliga Westmecklenburg West.

## Persönlichkeiten

### Söhne und Töchter der Gemeinde
- Gerhard Schoeller (1886–1970), Papierfabrikant
- Viktor Bausch (1898–1983), Unternehmer der Papierindustrie
- Wilfried Parge (1918–1963), Politiker (CDU) und Journalist, in Raddenfort geboren
- Günter Scholdt (* 1946), Literaturwissenschaftler
- Gitta Schweighöfer (* 1954), Schauspielerin, in Heiddorf geboren
- Sigrun Wodars (* 1965), Leichtathletin und Olympiasiegerin
- Daniela Krien (* 1975), Schriftstellerin

### Mit Neu Kaliß verbundene Persönlichkeiten
- Viktor Bausch (1860–1923), General, in Neu Kaliß bestattet
- Erika von Hornstein (1913–2005), Schriftstellerin, Ehefrau des Unternehmers Viktor Bausch, lebte in Neu Kaliß
- Hans-Joachim Bötefür (1928–2009), Lehrer, Heimatforscher, Begründer des Regionalmuseums Kaliß, Ehrenbürger seit 2008[27]